# Лас-Навас-де-Хадраке
Лас-Навас-де-Хадраке (ісп. Las Navas de Jadraque) — муніципалітет в Іспанії, у складі автономної спільноти Кастилія-Ла-Манча, у провінції Гвадалахара. Населення — 28 осіб (2010).
Муніципалітет розташований на відстані близько 95 км на північний схід від Мадрида, 55 км на північ від Гвадалахари.

## Демографія
Динаміка населення (INE ):

## Галерея зображень

Розташування муніципалітету у провінції Гвадалахара